# وزارة الاقتصاد والمالية (كوريا الجنوبية)
وزارة الاقتصاد والمالية (بالكوريَّة: 기획재정، بالهانجا:企劃財政部) هي وزارة ضمن حكومة كوريا الجنوبية وتشرف على السياسات المالية العامة في البلاد، كما تنشر تقريرًا شهريا عن الاقتصاد الوطني يعرف باسم "الكتاب الأخضر". الوزير الحالي هو تشوي سان موك، يقع المقر الرئيسي في مجمع سيجونج الحكومي في مدينة سيجونغ.
وفقًا للفصل 3 المادة 19 من قانون تنظيم الحكومة، يعمل وزير الاقتصاد والمالية أيضًا كنائب لرئيس الوزراء الكوري الجنوبي، إلى جانب وزير التعليم.

## الانتقاد
اتُهمت وزارة الاقتصاد والمالية بإصدار مراجعة شاملة لوعود الحملات الانتخابية المتعلقة بالرعاية الاجتماعية لكل حزب سياسي قبل انتخابات 2012.

## روابط خارجية
- الموقع الإنجليزي الرسمي
- الموقع الرسمي باللغة الكورية